# Клара
Клара — женское личное имя. Происходит от латинского слова clara, означающего «светлая».
Именины (католические) — 11 августа.
Производные: Кларка, Кларуся, Лара, Кларушка.
Имя пользуется популярностью в Германии: так, имя было достаточно популярно в Германии в первой половине XX века, в середине наблюдался спад популярности, но в последние годы имя Клара снова входит в моду, несколько раз за XX век имя Клара попадало в топ 10 имён девочек Германии. В России имя не распространено.